# هارولد داراغ
هارولد داراغ هو لاعب هوكي الجليد كندي، ولد في 13 سبتمبر 1902 في أوتاوا في كندا، وتوفي في 28 أبريل 1993.

## وصلات خارجية
- هارولد داراغ على موقع دوري الهوكي الوطني (الإنجليزية)
- هارولد داراغ على موقع قاعة مشاهير الهوكي (لاعب أن.إتش.أل) (الإنجليزية)
- هارولد داراغ على موقع EliteProspects.com (الإنجليزية)
- هارولد داراغ على موقع HockeyDB.com (الإنجليزية)
- هارولد داراغ على موقع Hockey-Reference.com (الإنجليزية)